# 張濂 (正德進士)
張濂（1481年—？），字景周，萬全都司官籍，順天府薊州人，明朝政治人物。

## 生平
弘治十七年（1504年）甲子科順天鄉試第一百十一名舉人，正德十二年（1517年）中式丁丑科會試第三百三十九名，三甲第一百一十三名進士。刑部觀政，授河南鹿邑縣知縣，嘉靖二年（1523年）五月選授山西道監察御史。三年（1524年）大禮議發生，張濂參與左順門哭諫，被廷杖。五年（1526年）巡按陝西，養病回籍，六年（1527年）九月署都察院事兵部左侍郎張璁考察各道不職御史十二人，張濂改大理寺評事。累官山西按察司僉事。

## 家族
曾祖張敬，副千戶；祖父張信，副千戶；父張鑑，壽官。母吳氏。慈侍下。兄張永（副千戶）、張瀚、張浩，弟張漳、張汶。